# Thường Tân
Thường Tân là một xã thuộc Thành phố Hồ Chí Minh, Việt Nam.

## Địa lý
Xã Thường Tân có diện tích 22,34 km², dân số năm 2021 là 6.866 nngười, mật độ dân số đạt 308 người/km².

## Hành chính
Xã Thường Tân được chia thành 6 ấp: 1, 2, 3, 4, 5, 6.

## Lịch sử
Trước đây, Thường Tân là một xã thuộc huyện Tân Uyên cũ.
Ngày 29 tháng 12 năm 2013, Chính phủ ban hành Nghị quyết số 136/NQ-CP về việc chuyển xã Thường Tân thuộc huyện Tân Uyên cũ về huyện Bắc Tân Uyên mới thành lập quản lý.